# Bigaran
Bigaran is een bestuurslaag in het regentschap Magelang van de provincie Midden-Java, Indonesië. Bigaran telt 1141 inwoners (volkstelling 2010).